# Deima
Die Deima (russisch Дейма, litauisch Deimena), deutsch Deime, ist ein 37 km langer Fluss in der russischen Exklave Kaliningrad. Sie zweigt vom Pregel bei Gwardeisk (Tapiau) ab, fließt von da nach Polessk (Labiau) und mündet in das Kurische Haff. Der Name des Flusses geht auf die indoeuropäische Wurzel *deih2- zurück, was 'die hell Glänzende' bedeutet oder auf die ebenso idg. Wurzel *dei mit der Bedeutung 'ununterbrochen vorwärts fließen'.
Kurz vor der Mündung in das Haff zweigt in Polessk der Polesski kanal (Großer Friedrichsgraben) ab, der die Deime mit dem Nemonin (Nemonien) verbindet. Dieser ist über den Primorski kanal (Seckenburger Kanal) mit der Matrossowka (Gilgestrom), einem linken Arm der Memel, verbunden.